# Ranchers Bees Football Club
Le Ranchers Bees Football Club est un club nigérian de football basé à Kaduna.

## Palmarès
- Coupe d'Afrique des vainqueurs de coupes
  - Finaliste : 1988
- Coupe de l'UFOA
  - Vainqueur : 1989

## Anciens joueurs
- Daniel Amokachi